# Romain Desgranges
Pour les articles homonymes, voir Desgranges.
Romain Desgranges, né le 12 octobre 1982 à Sainte-Colombe (Hautes-Alpes), est un grimpeur professionnel.

## Biographie
Romain Desgranges découvre l’escalade à 14 ans par le biais de l’association sportive de son collège, alors qu’il se passionne plutôt pour le football. Il y prend goût et décide de continuer sa scolarité en section « sport étude » en intégrant le lycée du Mont-Blanc René Dayve, dans la région de Chamonix.
En 2013, il remporte le titre de champion d’Europe en escalade de difficulté à Chamonix.
Après avoir raté une coupe du monde en 2015, il part en Californie, à Joshua Tree, pour grimper sur les blocs de granit caractéristiques du lieu ; le plus dur et le plus élevé, So High donne son nom à un film que Desgranges tourne sur place, ainsi qu’à une BD autobiographique parue en 2018 (dessins de Flore Beaudelin).
En 2017, il s’impose à nouveau aux championnats d’Europe, en difficulté puis prend la première place du classement général de la coupe du monde.
Romain Desgranges annonce son retrait des compétitions le 27 février 2020, après 130 départs en Coupe du monde et 18 saisons internationales. Il se consacre alors à l’entraînement, notamment auprès de l’équipe de France, et écrit un livre dédié à cette thématique, Solide !, paru en 2020. Il apparaît également sur la chaîne YouTube EPIC TV relais vertical, où il livre quelques conseils d’entraînements.

## Ascensions notables

### En bloc
| Nom              | Site               | Date | Commentaires       |
| ---------------- | ------------------ | ---- | ------------------ |
| The Kaizer Sauzé | Walid Wood, France | 2011 | Première ascension |

| Nom                  | Site            | Date          | Commentaires       |
| -------------------- | --------------- | ------------- | ------------------ |
| Radja                | Branson, Suisse | novembre 2009 | [ 9 ]              |
| Underground Paradise | Fionnay, Suisse |               | Première ascension |

| Nom                  | Site            | Date           | Commentaires       |
| -------------------- | --------------- | -------------- | ------------------ |
| La danse des Balrogs | Branson, Suisse | novembre 2009  | [ 9 ]              |
| Seveso               | Fionnay, Suisse | septembre 2009 | Première ascension |
| Permanent Midnight   | Fionnay, Suisse | septembre 2009 | [ 10 ]             |

### En falaise
| Nom            | Site             | Date      | Commentaires       |
| -------------- | ---------------- | --------- | ------------------ |
| Haribal Lecter | Chamonix, France | mars 2011 | Première ascension |

## Palmarès

### Championnats du monde
- 2012 à Paris, (France);

### Coupe du monde d'escalade
- Coupe du monde d'escalade de 2017 à Briançon
  -  Médaille d'or en difficulté

- Coupe du monde d'escalade de 2015
  - Stavenger - 3e
  - Imst - 1er [12]

- Coupe du monde d'escalade de 2011
  - 5e en difficulté;

### Jeux mondiaux
- Jeux mondiaux de 2009, à Kaohsiung (Taïwan)
  -  Médaille de bronze en difficulté

### Championnats d'Europe
- Champion d'Europe en difficulté à Chamonix le 13 juillet 2013

- Champion d'Europe en difficulté à Campitello di Fassa le 1er juillet 2017

## Parraineurs
Romain Desgranges est parrainé par Adidas, Chamonix Mont-Blanc, La sportiva, Béal, Snap, Expression Holds, et Climb up.